# Centaurea macrocephala
La  Centaurea macrocephala Muss.Puschk. ex Willd., 1803)  è una pianta erbacea, angiosperma dicotiledone, appartenente alla famiglia delle Asteraceae.

## Descrizione

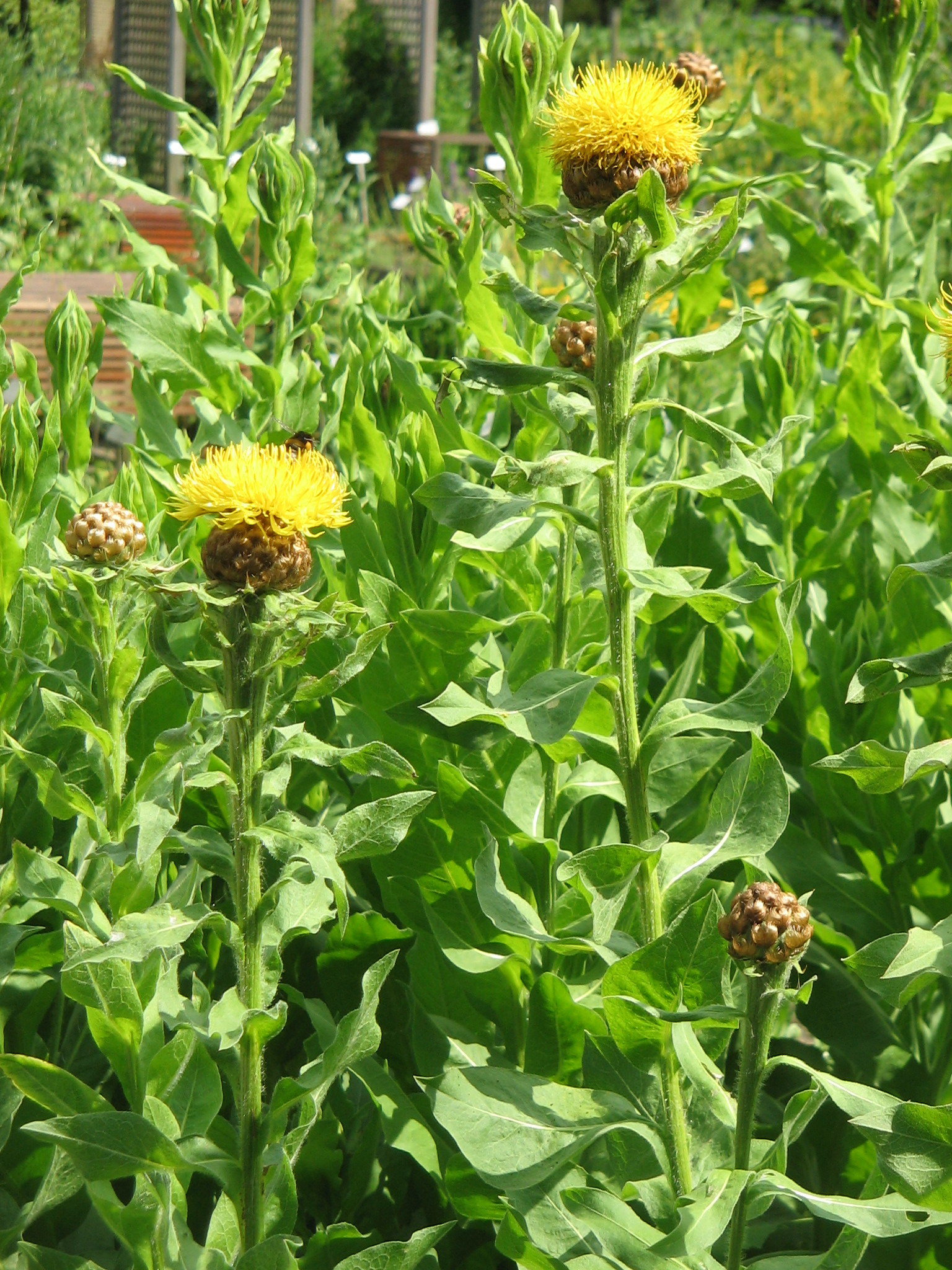
Il portamento

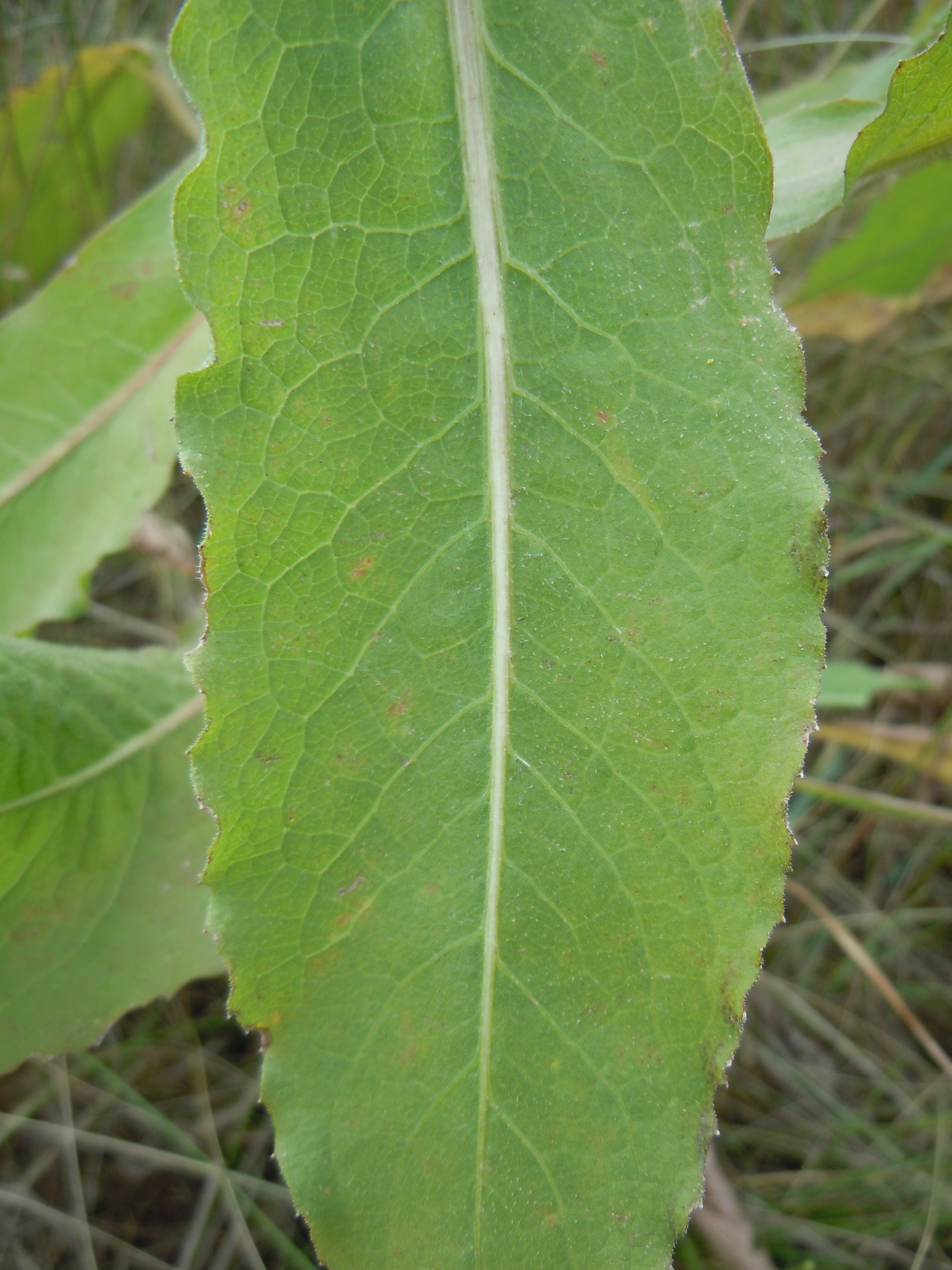
Le foglie

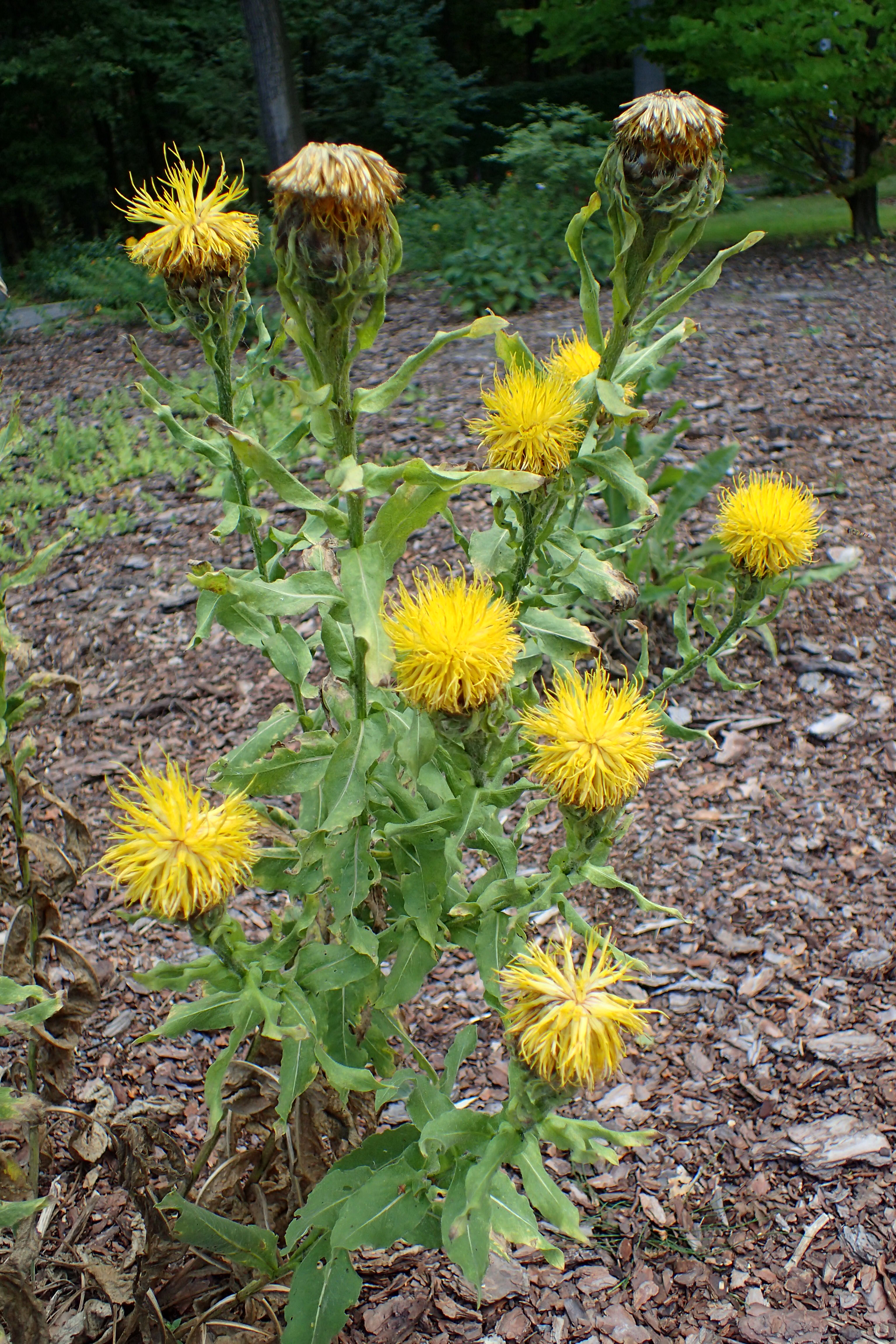
Infiorescenza

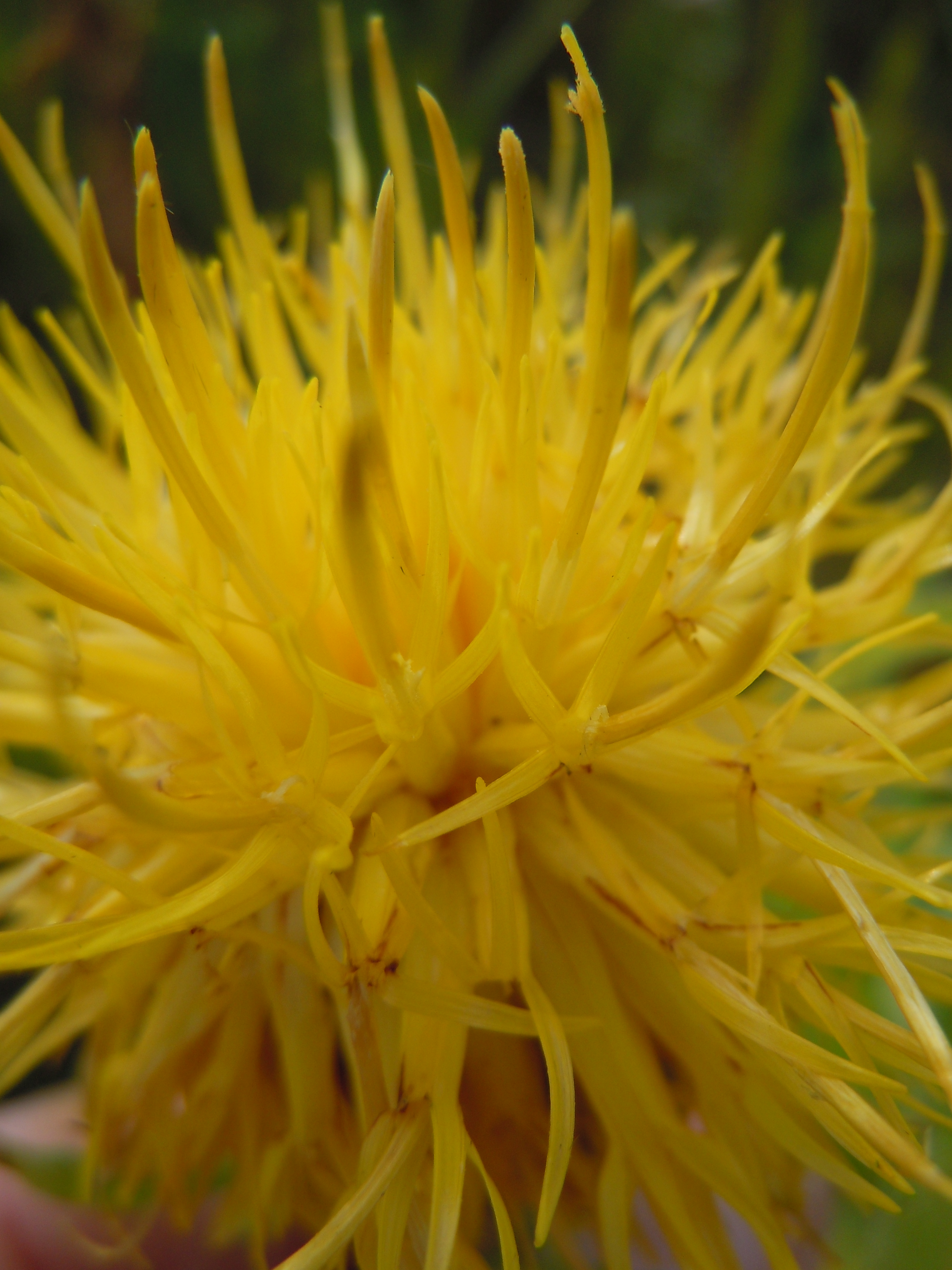
I fiori

Questa pianta è originaria del Caucaso, dove cresce in prati di montagna. È conosciuta in gran parte del mondo come una specie naturalizzata e talvolta come un'erbaccia. È una pianta da giardino molto popolare ed è coltivata e utilizzata come pianta ornamentale.
Centaurea macrocephala è una pianta perenni con portamenti erbacei di tipo monocarpico. L'altezza della pianta varia da 50 a 170 cm. Fusti per pianta sono numerosi, eretti, non ramificati o scarsamente ramificati distalmente; sono villosi con peli settati e finemente aracnoideo-tomentosi, e sono fistolosi prossimalmente ai capolini. Nelle radici sono sempre presenti dei condotti resinosi, meno frequenti nelle parti aeree; mentre solamente nelle parti aeree sono presenti delle cellule latticifere.
Le foglie sono picciolate (quelle basali) e sessili (quelle cauline). Lungo il caule sono disposte in modo alterno. La forma della lamina delle foglie basali varia da oblanceolata a strettamente ovata (lunghezza: 10 – 30 cm) con margini interi o poco dentati. La superficie è villosa e finemente aracnoidea oppure più o meno glabra e punteggiata di ghiandole resinose; spesso sono ondulate con apici acuti. Le lamine delle foglie cauline sono da lanceolate a ovate e più piccole (lunghezza 5 – 10 cm); a volte sono brevemente decorrenti.
Le infiorescenze (composte da grandi capolini sessili e sottesi da grappoli di foglie ridotte) sono scapose. I capolini, disciformi (o debolmente radiati) e omogami, sono formati da un involucro a forma da ovoidale a sferica (diametro: 25 – 35 mm) composto da brattee (o squame) disposte su più serie all'interno delle quali un ricettacolo fa da base ai fiori. Le squame dell'involucro sono colorate di verde chiaro con forme da ovate a largamente lanceolate, glabre e con appendici da erette a allargate, colorate di bruno e terminanti con deboli spine. Le squame sono disposte in modo embricato e scalato. Il ricettacolo, provvisto di pagliette a protezione della base dei fiori, può essere rivestito di pula (come il chicco del grano o del riso), oppure può essere setoloso, raramente è nudo (senza pagliette).
I fiori, molti, in genere sono tubulosi (del tipo actinomorfi), e sono tetra-ciclici (ossia sono presenti 4 verticilli: calice – corolla – androceo – gineceo) e pentameri (ogni verticillo ha 5 elementi). I fiori sono inoltre ermafroditi e fertili. Molto raramente sono presenti dei fiori periferici radiati e sterili.
- Formula fiorale:

- /x K {\displaystyle \infty }, [C (5), A (5)], G 2 (infero), achenio

- Calice: i sepali del calice sono ridotti ad una coroncina di squame.
- Corolla: la corolla è colorata di giallo) ed è formata da un tubo terminante in 5 lobi (lunghezza dei fiori: da 3,5 a 4 mm).
- Androceo: gli stami sono 5 con filamenti liberi, papillosi o raramente glabri e distinti, mentre le antere sono saldate in un manicotto (o tubo) circondante lo stilo.[12] Le antere in genere hanno una forma sagittata con base caudata. Il polline normalmente è tricolporato a forma sferica o schiacciata ai poli.
- Gineceo: lo stilo è filiforme con due stigmi divergenti. L'ovario è infero uniloculare formato da 2 carpelli. L'ovulo è unico e anatropo.
- Fioritura: estiva (da giugno a settembre).

Il frutto è un achenio con un pappo. Le forme dell'achenio possono essere obovoidi-fusiformi, compresse lateralmente, con areole a inserzione diritta o laterale-abassiale. Il pericarpo dell'achenio possiede delle sclerificazioni radiali spesso provviste di protuberanze. Il pappo è inserito su una piastra apicale all'interno di una anello di tessuto parenchimatico. Le setole del pappo sono disposte su una o più serie e sono decidue come un pezzo unico e si presentano barbate o piumate. Dimensione dell'achenio: 7 – 8 mm. Lunghezza del pappo: 5 – 8 mm.

## Biologia
- Impollinazione: l'impollinazione avviene tramite insetti (impollinazione entomogama tramite farfalle diurne e notturne).
- Riproduzione: la fecondazione avviene fondamentalmente tramite l'impollinazione dei fiori (vedi sopra).
- Dispersione: i semi (gli acheni) cadendo a terra sono successivamente dispersi soprattutto da insetti tipo formiche (disseminazione mirmecoria). In questo tipo di piante avviene anche un altro tipo di dispersione: zoocoria. Infatti gli uncini delle brattee dell'involucro si agganciano ai peli degli animali di passaggio disperdendo così anche su lunghe distanze i semi della pianta.

## Distribuzione e habitat
La distribuzione originale di questa specie è l'Anatolia, la Transcaucasia e l'Iran. Inoltre è stata introdotta in Europa (Gran Bretagna e Polonia) e in America Settentrionale (Colorado, Michigan, Ontario, Québec, Washington, Wisconsin) a quote variabili tra i 400 e 2.000 metri.

## Tassonomia
La famiglia di appartenenza di questa voce (Asteraceae o Compositae, nomen conservandum) probabilmente originaria del Sud America, è la più numerosa del mondo vegetale, comprende oltre 23.000 specie distribuite su 1.535 generi, oppure 22.750 specie e 1.530 generi secondo altre fonti (una delle checklist più aggiornata elenca fino a 1.679 generi). La famiglia attualmente (2021) è divisa in 16 sottofamiglie.
La tribù Cardueae (della sottofamiglia Carduoideae) a sua volta è suddivisa in 12 sottotribù (la sottotribù Centaureinae è una di queste).
Il genere Centaurea elenca oltre 700 specie distribuite in tutto il mondo, delle quali un centinaio sono presenti spontaneamente sul territorio italiano.

### Filogenesi
La classificazione della sottotribù rimane ancora problematica e piena di incertezze. Il genere di questa voce è inserito nel gruppo tassonomico informale Centaurea Group formato dal solo genere Centaurea. La posizione filogenetica di questo gruppo nell'ambito della sottotribù è definita come il "core" della sottotribù; ossia è stato l'ultimo gruppo a divergere intorno ai 10 milioni di anni fa.